# Суслин, Дмитрий Иванович
Суслин Дмитрий Иванович (23 мая 1900 г., дер. Пронино, Алексинский уезд, Тульская губерния, ныне в составе Алексинского района Тульской области — 30 сентября 1954 г., Москва) — советский военачальник, командующий сапёрной армией в Великой Отечественной войне. Генерал-майор инженерных войск (8.09.1945).

## Биография
Отец был крестьянином, к моменту рождения сына Дмитрия несколько лет работал столяром в Москве. Затем вернулся в родное село. Семья была многодетная (6 сыновей и 1 сестра, двое братьев генерала погибли в Великой Отечественной войне). Окончил начальную школу в 1913 году. С 1913 года работал учеником на оружейной фабрике в Туле. С 1916 года работал столяром ложевой мастерской на Тульском оружейном заводе, с 1918 года — столяром на овощесушильном заводе в Туле.
В Красной Армии с 1920 года. Участник Гражданской войны. Воевал на Восточном фронте в 1920 году.
В межвоенный период Д. И. Суслин командовал сапёрными подразделениями в Сибирском военном округе: взводом в 35-й стрелковой дивизии, с 1924 — ротой отдельного сапёрного батальона 18-го стрелкового корпуса (Иркутск). В 1921 году вступил в РКП(б). Тогда же он окончил 5-ю Томскую военно-инженерную школу в 1923 году и курсы усовершенствования командного состава инженерных войск в Ленинграде в 1926 году. С мая 1927 года — командир-комиссар отдельного сапёрного эскадрона 5-й Кубанской кавалерийской бригады К. К. Рокоссовского, принимал участие в конфликте на КВЖД в 1929 году. С декабря 1929 года служил начальником школы младшего комсостава отдельного сапёрного батальона Особой Краснознамённой Дальневосточной армии. С ноября 1930 года — командир отдельного сапёрного батальона 3-го стрелкового корпуса Московского военного округа, с сентября 1931 — командир отдельного сапёрного батальона Коростелевского укреплённого района Украинского военного округа. С октября 1932 года — начальник инженерной службы стрелковой бригады, с того же года учился на подготовительном курсе в академии, в 1933 году зачислен слушателем инженерно-командного факультета академии.
Окончил Военно-инженерную академию имени В. В. Куйбышева в 1939 году и был оставлен в ней помощником начальника инженерно-командного факультета. С августа 1940 года — инспектор инженерных войск Красной Армии.
В начале Великой Отечественной войны, в июле 1941 года, Д. И. Суслин был назначен старшим помощником начальника 1-го отдела инженерного управления Фронта резервных армий (затем — Резервный фронт). В начале битвы за Москву, 16 октября 1941 года, получил контузию под Малоярославцем. С октября 1941 года был заместителем командующего 8-й саперной армией по строительству на Южном фронте. В период с 23 апреля по 5 мая 1942 года временно командовал этой армией. Её части строили Ворошиловградский и Ростовский оборонительные обводы, обеспечивали действия войск фронта при проведении Ростовской оборонительной, Ростовской и Барвенково-Лозовской наступательных операций.
Как очень подготовленный командир, в начале мая 1942 года был выдвинут на должность заместителя начальника управления оборонительного строительства Главного военно-инженерного управления РККА. В этой должности лично выполнял задания начальника инженерных войск Красной Армии по созданию и инженерному оборудованию рубежей обороны на Воронежском, Сталинградском, Калининском фронтах. После завершения Сталинградской битвы руководил разминированием Сталинграда и прилегающих к нему районов.
С марта 1943 года — заместитель начальника Высшего военно-инженерного училища (Москва). С февраля 1945 года — начальник штаба инженерных войск Карельского фронта, полевое управление которого в апреле месяце приступило в передислокации на Дальний Восток. Там на его базе летом 1945 года был сформирован 1-й Дальневосточный фронт, в штабе которого полковник Д. И. Суслин остался в той же должности. Участвовал в советско-японской войне 1945 года. Внёс большой вклад в инженерное обеспечение действий советских войск в Сунгарийской наступательной операции в условиях горно-таёжной местности.
С сентября 1945 года — заместитель начальника инженерных войск Приморского военного округа. С декабря 1946 года — начальник инженерных войск и начальник инженерного управления Закавказского военного округа. С мая 1948 года — начальник Управления строительства Государственного Центрального полигона Министерства Вооружённых Сил СССР (так тогда в целях секретности официально именовался первый советский ракетный полигон Капустин Яр). С августа 1950 года — начальник отдела Управления боевой подготовки инженерных войск Советской Армии, с марта 1951 — заместитель начальника этого управления. С августа 1951 года — начальник командно-инженерного факультета Военно-инженерной академии имени В. В. Куйбышева. В 1952 года сам окончил Высшие академические курсы при этой академии.
Скончался 30 сентября 1954 года. Похоронен на Ваганьковском кладбище Москвы.

## Награды
Награждён орденом Ленина (6.11.1945), тремя орденами Красного Знамени (4.04.1943, 3.11.1944, 15.11.1950), орденом Суворова 2-й степени (26.08.1945), медалью «За оборону Сталинграда», другими медалями.